# Кенай (родовище)
Кенай (англ. Kenai) — газове родовище в США (штат Аляска), на узбережжі п-ова Кенай. Входить до нафтогазоносного басейну Затоки Кука. Відкрите в 1957 як нафтове, в 1959 — як газове. Експлуатується з 1961 року.

## Характеристика
Найбільше родовище Аляски, друге за запасами (152 млрд м³) після Прадхо-Бей. Приурочене до антикліналі, площа 49 км². Налічує 5 пластових склепінчастих покладів, висота 5-40 м. Промислово газоносні верхньоміоценові і пліоценові відклади в інтервалі 1067—1740 м, верхньоолігоценові і середньоміоценові відклади в інтервалі 2746—2916 м. Загальна потужність колекторів 150 м, ефективна потужність 30-90 м. Склад газу (%): СН4 99,5; С2Н5 0,1; N2 0,4.